# Regimentul 129 Basarabia
Regimentul 129 de Infanterie „Basarabia” (în rusă Бессарабский 129-й пехотный полк; nume complet 129-й пехотный Бессарабский Е.И.Выс. Великого Князя Михаила Александровича полк) a fost o unitate militară de infanterie din cadrul Armate Imperiale Ruse, existentă pe parcursul anilor 1863–1918. Unitatea a fost dislocată la Kiev, și pe parcursul anilor a făcut parte din Divizia 33 Infanterie al Corpului 21 al Armatei, Districtul Militar Kiev.

## Istoric
Regimentul a fost creat la 13 august 1863 prin reorganizarea a 3 batalioane ale Regimentului de Rezervă din Brest, și redenumirea lor în Regimentul 129 de Infanterie „Basarabia”.
Regimentul a participat la războiul ruso-turc din 1877-1878, în special în operațiunile de luptă de pe teritoriul Bulgariei.

## Decorații
- Stindardul Sfântului Gheorghe „Pentru Sevastopol în anii 1854 și 1855”.
- Semne pe capace „Pentru Sevastopol din 13 septembrie 1854 până în 27 august 1855”.
- Trompetele Sf. Gheorghe „Pentru Ablov 24 august 1877”.

## Сomandanți
- 02.04.1864 — 15.03.1866 — colonel Kasimir Kononovici
- 15.03.1866 — 25.11.1867 — c. Aleksandr Cemerzin
- ? — 28.03.1871 — c. Aleksei Timofeev
- 12.12.1888 — 13.06.1894 — c. Vladimir Krasovski
- 17.07.1900 — 14.04.1902 — c. Nikolai Lopușanski
- 08.05.1902 — 14.03.1905 — c. Mihail Iakovlev
- 05.04.1905 — 20.07.1907 — c. Mihail Șișkevici
- 22.05.1908 — după 31.01.1913 — c. Andrei Kaliujnîi
- 20.10.1913 — după 01.04.1914 — c. Grigorii Pokrovski
- 02.09.1915 — după 01.01.1916 — c. Vladimir Bressler
- 22.12.1916 — 23.09.1917 — c. Anatoli Bortnovski

- c. – colonel.

## Uniforme

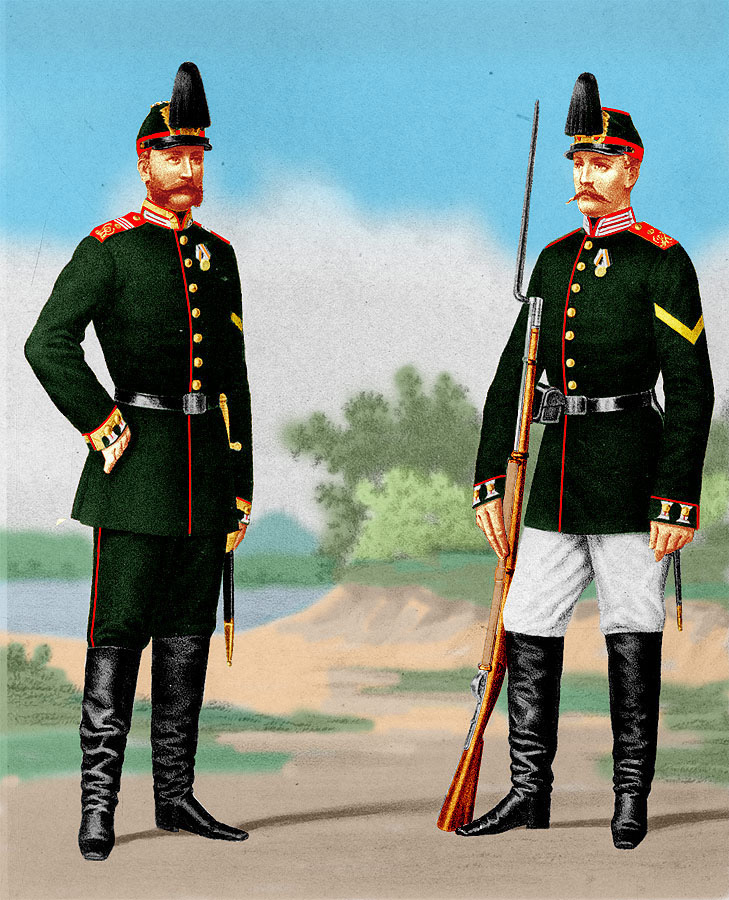
1873
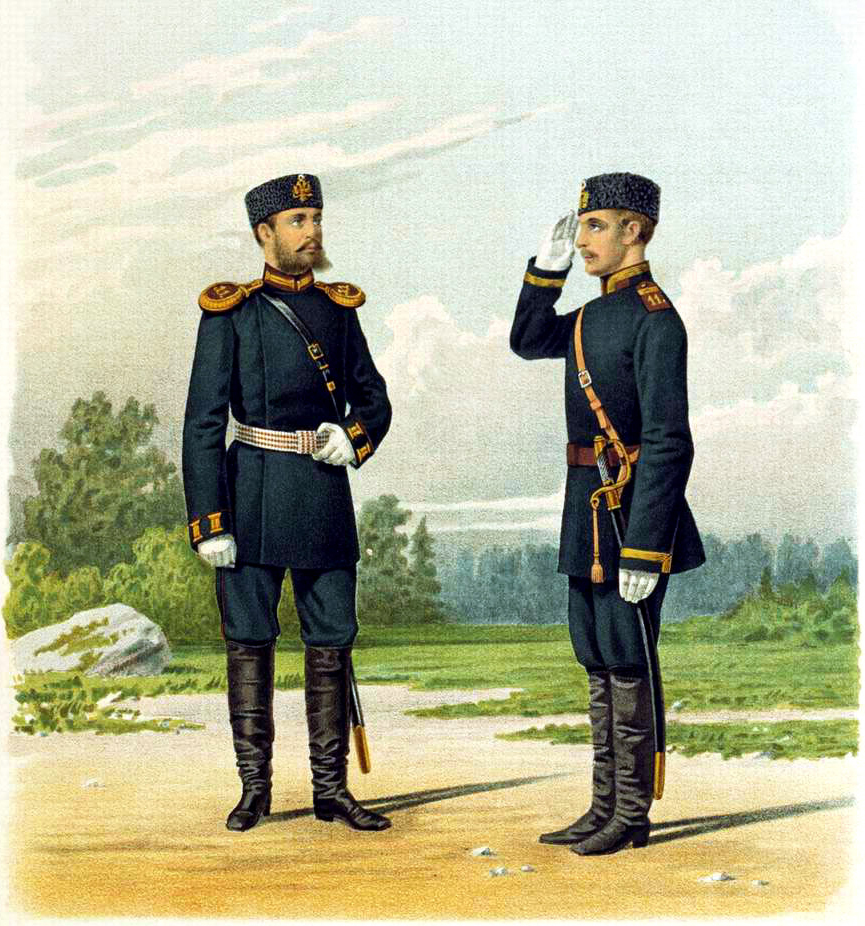
1891
1898–1899